# Población asiática en Nueva España
La población asiática en Nueva España fue una minoría. Los que llegaron a la Nueva  España  provenían principalmente de Filipinas. 
Llegaron como esclavos de los españoles. Laboralmente no se les estimaba igual que a los negros. Se les apreciaba por su rapidez, trabajos artesanales y oficios humildes ellos venían a Americana al trabajo o al comercio también fueron constructores de barcos.